# Liste der Bodendenkmale in Oebisfelde-Weferlingen
In der Liste der Bodendenkmale in Oebisfelde-Weferlingen sind alle Bodendenkmale der Stadt Oebisfelde-Weferlingen und ihrer Ortsteile aufgelistet. Grundlage ist die Auflistung von Johannes Schneider aus dem Jahr 1986 und die Veröffentlichung der Landesdenkmalliste mit Stand vom 25. Februar 2016. Die Baudenkmale sind in der Liste der Kulturdenkmale in Oebisfelde-Weferlingen aufgeführt.

Der Link (Karte oder Lage) führt zu verschiedenen Kartendiensten mit der Position des Kulturdenkmals. Fehlt dieser Link, wurden die Koordinaten noch nicht eingetragen. Sind diese bekannt, können sie über ein Tool mit einer Kartenansicht einfach nachgetragen werden. In dieser Kartenansicht sind Kulturdenkmale ohne Koordinaten mit einem roten bzw. orangen Marker dargestellt und können durch Verschieben auf die richtige Position in der Karte mit Koordinaten versehen werden. Kulturdenkmale ohne Bild sind an einem blauen bzw. roten Marker erkennbar.

| Denkmal-ID | Fundart             | Ortsteil    | Bezeichnung                                   | Zeitstellung                                                  | Lage                                                                               | Bemerkungen | Bild |
| ---------- | ------------------- | ----------- | --------------------------------------------- | ------------------------------------------------------------- | ---------------------------------------------------------------------------------- | --- | ---- |
| 428312059  | Befestigung         | Eschenrode  | Warte „Rösickenturm“                          | undatiert                                                     | 1,5 km westlich, Richtung Walbeck (Lage)                                           | Befindet sich inmitten eines Heckenstreifens. Auf einer Anhöhe befindet sich ein Schuttberg aus ortsüblichem Gestein. |      |
| 428312060  | Befestigung > Wall  | Etingen     | abgetragener Burgwall                         | undatiert                                                     | südöstlich, am Kanal (Lage)                                                        | |      |
| 428312076  | Grabmal > Grabhügel | Hödingen    | Hügelgräbergruppe                             | undatiert                                                     | im Wald, Wallanlage Nievoldhagen (Lage)                                            | |      |
| 428310340  | besonderer Stein    | Hörsingen   | Grenzsteine im Graben der Landwehr            | Mittelalter                                                   | nordwestlich des Ortes im Wald (Lage)                                              | |      |
| 428310337  | Kultstätte          | Hörsingen   | Quelle                                        | undatiert                                                     | nordwestlich des Ortes im Wald („Angerbornspring“), nahe an der Landwehr (Lage)    | Relativ runde Quelle / Teich mit einem „Denkmal“ in Trockenmauerbauweise errichtet. Darauf befindet sich eine Tafel.  |      |
| 428310338  | Befestigung         | Hörsingen   | Landwehr (Wall/Graben)                        | Mittelalter                                                   | nordwestlich des Ortes („Wall“), Verlauf vom „Angerbornspring“ nach Nordost (Lage) | Sehr lange und wohl alte Landwehr. Früher mit vielen Feldsteinen ausgekleidet.                                        |      |
| 428310341  | besonderer Stein    | Hörsingen   | Grenzstein                                    | undatiert                                                     | westlich der Landwehr, im Wald ()                                                  | Der Stein trägt die Nummern 95 und 96. Er wurde relativ einfach bearbeitet und er läuft nach oben spitz aus.          |      |
| 428310339  | Befestigung         | Hörsingen   | Befestigung? („kleiner Wall“)                 | nordöstlich vom „Angerbornspring“ im Wald, westlich des Weges | eventuell zur Landwehr gehörend. In etwa W–O ausgerichteter Hügel. (Lage)          | |      |
| ?          | Grabmal > Grabhügel | Hödingen    | Grabhügel                                     |                                                               | nördlich der Ortslage (Lage)                                                       | 500 nördlich |      |
| 428312078  | Befestigung > Burg  | Seggerde    | überbaute Wasserburg „Schloss Seggerde“       | undatiert                                                     | (Lage)                                                                             | |      |
| 428312083  | Befestigung > Burg  | Walbeck     | überbaute Höhenburg, Ruine der Stiftskirche   | undatiert                                                     | (Lage)                                                                             | |      |
| 428312084  | Befestigung > Burg  | Weferlingen | überbaute Wasserburg, „Burgruine Weferlingen“ |                                                               | an der Aller, Ortslage (Lage)                                                      | |      |
| ?          | besonderer Stein    | Weferlingen | Kreuzstein „Spellersieck“                     |                                                               | Westlich des Orts ()                                                               | |      |